# 木村曙
木村 曙（きむら あけぼの、"明治5年"3月3日（"1872年"4月10日） - 明治23年（1890年）10月19日）は兵庫県出身の作家。本名、岡本ゑい（えい子、栄子）。

## 生涯
牛鍋チェーン店"いろは"の経営者木村荘平とその愛人（のち正妻）岡本政の娘として神戸市に生まれる。官立東京高等女学校（東京女子師範学校附属高等女学校／現：お茶の水女子大学附属中学校・附属高等学校）在学中、ヨーロッパで刺繍を学ぶことを望み、フランス語の学習に熱中。卒業後、文部省にフランス留学を命じられた女性から同行するよう誘われ、父荘平に留学の許可を求めたが許されず、母と共に浅草広小路の"いろは"第十支店に住み込んで帳場を担当。
大学生時代の有賀長文（のちの三井合名理事）から想いを寄せられたものの、父の命令で芝の資産家から養子を迎える。しかし、のちに婿の不品行が判明したため離縁。商売の合間に小説『婦女の鑑』（ふじょのかがみ）を書き上げ、1889年、讀賣新聞に連載（1889年1月3日-28日）。この作品は、令嬢が父と争い、家出の果てに渡英してケンブリッジ大学の女子部を卒業し、さらに渡米してニューヨークで女工として働いた後、日本に帰国して工場を建て、殖産興業や貧民教育に尽すという内容の物語で、自ら叶えられなかった留学の夢をヒロインに託したものであった。
作品は「婦女の鑑」の他に「勇み肌」（江戸新聞、1889年5月23日-29日）、「曙染梅新型」（貴女之友、1889年7月-9月）、「操くらべ」（読売新聞、1889年10月6日-8日）、「わか松」（読売新聞、1890年1月3日-20日）の全5編が確認されている。女流作家として将来を嘱望されていたが、ふとした風邪が元で結核性腹膜炎を病み、神奈川県大磯に転地。しかし療養の甲斐なく、18歳で早世した。歿後、『婦女之鑑』が遺稿（私家版）としてまとめられた。
異母弟に作家木村荘太、画家木村荘八、作家木村荘十、映画監督木村荘十二などがいる。
長谷川時雨は『近代美人伝』の中で、木村曙の実父は栗本鋤雲だったとの説を紹介している。